# Високосна година
Високосна година е година с 366 дни (вместо 365), тоест година, съдържаща 29 февруари.
Високосните години са начин да се привърже календарната година към астрономическата и към сезоните.
Сезоните се повтарят всяка тропическа година (времето, за което Земята, въртейки се около Слънцето, преминава между 2 последователни пролетни равноденствия).
Това отнема около 365,2422 дни, така че при фиксиран календар с 365 дни сезоните биха се изместили.
Този проблем се избягва чрез вмъкването на един допълнителен ден (на всеки 4 години), което увеличава годината на 366 дни.
В юлианския и григорианския календари този допълнителен ден се добавя към февруари, който става 29 дни.

## Настоящо правило
От въвеждането на григорианския календар:
- година, деляща се на числото 4 без остатък, е високосна;
- ако годината обаче също се дели без остатък на 100, то тя не е високосна;
- но ако годината също се дели без остатък и на 400, то тя пак ще е високосна.

Затова години като 1984 и 2016 години са високосни, тъй като се делят на четири без остатък, докато 2003 или 2015 – не са. 1900 и 2100 също са кратни на четири, но освен това се делят без остатък и на 100, и затова не са високосни години. В същото време обаче 2000 година е високосна, тъй като тя се дели без остатък освен на 100, също и на 400.
Юлианският календар, използван преди григорианския, спазва само първото правило.
Логиката на горните правила е следната:
С добавянето на един ден на всеки четири години, средната година има 365,25 дни. Това обаче още причинява изместване на пролетното равноденствие на тропическата година, затова на всеки 100 години се пропуска една високосна година. Така средноаритметичната година става 365,24 дена.
Това все още не е достатъчно точно, затова се добавя високосна година на всеки четири века, което довежда средната година до 365,2425 дни.
Въпреки направените корекции, григорианският календар е малко по-дълъг от реалното време на обикаляне на Слънцето, 365,2425 вместо 365,2422 дни. Има предложения за допълнително правило, годините, кратни на 4000, да не са високосни, но те не се приемат. Реформата на григорианския календар (през 1582 г.) цели да се привърже календарът към пролетното равноденствие, което е постигнато за предвидимото бъдеще (периодът на завъртане може да се промени).

## Етимология
В юлианския календар годината с добавен ден се наричала bi(s)sextilis — с повторен шести ден, откъдето под влияние на гръцкия се е изменило до високосна година.

## Ирански календар
Иранският календар също има един допълнителен ден, вмъкван приблизително на всеки четири години, но по-прецизна и по-сложна система определя кои години са високосни в иранския (или персийски) календар.

## Китайски календар и Еврейски календар
Китайският и еврейският календари са лунно-слънчеви и високосните години имат един допълнителен месец. В китайския календар високосният месец се добавя според сложни правила и например, ако е след втория месец, се нарича просто „допълнителен втори месец“.
В еврейския календар допълнителният месец се казва Адар Шени (втори Адар) и се добавя след Адар. Според метоничния цикъл, той се добавя седем пъти на всеки деветнадесет години (по-точно в годините 3, 6, 8, 11, 14, 17 и 19).

## Високосни секунди
Високосната година е съвсем различно нещо от високосните секунди, които се добавят понякога и се базират на наблюдения върху въртенето на Земята около оста си.
Това е начин да се привърже времето (календарният ден) към слънчевия ден.

## Дни от седмицата
Тъй като при деление на 366 на 7 има остатък 2 (366 = 7 × 52 + 2), денят от седмицата, с който свършва високосна година, е следващ на деня от седмицата на началния ѝ ден, т.е. годината, следваща високосна година, започва на по-следващия ден от седмицата.